# Aurelio Archinto
Aurelio Archinto (* um 1588 in Mailand; † 19. Juli 1622 in Como) war Bischof von Como.

## Biografie
Aurelio Archinto war der Sohn des Doktors utriusque juris Orazio und Neffe des Bischofs Filippo Archinto. Er schloss sein Studium mit einem Diplom an der Universität Bologna ab und wurde in das Collegio dei giuristi in Mailand aufgenommen. Später entschied er sich für eine kirchliche Laufbahn. Er hatte unter anderem ein Kanonikat an der Kirche Santa Maria della Scala inne. Im Jahr 1618 war er am päpstlichen Hof als "referendarius utriusque sigbaturae" tätig. Im Jahr 1619 reiste sein Onkel nach Rom, um von Papst Paul V. zu erwirken, dass die Diözese Como an seinen Neffen übergeht. Aber sprach sich der Generalrat von Como am 8. Mai 1619 gegen diese Absicht aus, weil der Kandidat noch zu jung war. Die katholischen Schweizer Kantone waren nicht gegen die Übertragung, aber in einem ihrer Schreiben an Papst äußerten sie die Hoffnung, dass der neue Bischof einer Konvention über die Gerichtsbarkeit in der Tessiner Landvogteien zustimmen würde.
Der Rücktritt von Filippo und die Ernennung von Aurelio zum Bischof von Como erfolgte erst unter Papst Gregor XV. mit einer Bulle vom 7. Juni 1621. Er trat am 17. Januar 1622 im Dom zu Como ein. Er leitete die Diözese einige Monate lang, von Januar bis September 1622, nachdem er seit Juni 1621 auf die Zustimmung der Madrider Regierung hatte warten müssen. Er war jung an Jahren, reich in der Lehre, dynamisch und eifrig, besonders interessiert an der Katechese der Kinder, an der er oft lehrend und anregend teilnahm. Er besuchte die Pfarreien von Como und Val Cuvia sowie die Pfarreien der Pieve Lugano und Fino Mornasco. Kaum hatte er seinen Pastoralbesuch begonnen, starb er nach kurzer Krankheit am 19. Juli 1622.